# Matteo Bartoli
Matteo Giulio Bartoli (Albona d'Istria, 22 de noviembre de 1873-Turín, 23 de enero de 1946) fue un lingüista italiano.

## Vida
Matteo Bartoli nació en Istria cuando era una provincia del imperio austriaco. Desde joven apoyó los ideales del Risorgimento italiano. Estudió en la Universidad de Viena, ejerciendo de profesor en la Universidad de Turín desde 1907 hasta su muerte en 1946.
Bartoli, influido por su maestro Meyer-Lübke y por Croce y Vossler, se interesa en la dialectología italiana y notablemente en la lengua dálmata.
Fue maestro de Antonio Gramsci.
Bartoli fue director del Archivio glottologico italiano hasta 1943 y escribió su último libro (Saggi di linguistica spaziale) un año antes de morirse a los 74 años de edad.

## Obras
Bartoli es mundialmente famoso por ser el primer estudioso de las lenguas minoritarias y extinguidas. Sus estudios sobre el idioma dalmático, Das Dalmatische (2 vol. 1906), son casi la única fuente que se conserva de esa lengua neolatina ahora desaparecida.
Escribió también:
- Introduzione alla neolinguistica, 1925
- Breviario di neolinguistica, 1925
- Alle porte orientali d'Italia. Dialetti e lingue nella Venezia Giulia, 1945
- Saggi di linguistica spaziale, 1945